# 格里戈里·沃罗热伊金

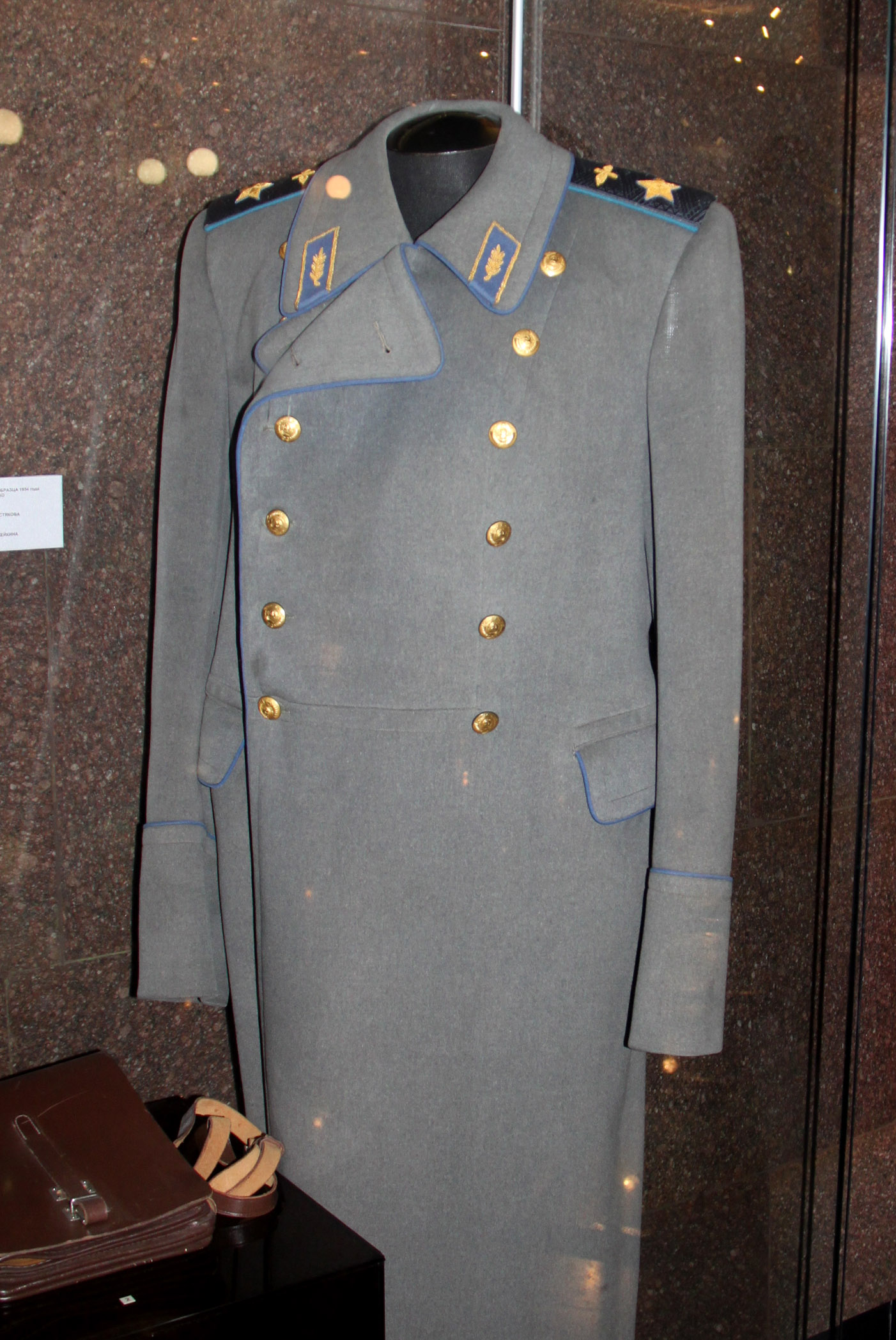
沃罗热伊金的军服，收藏于衛國戰爭中央博物館

格里戈里·阿列克谢耶维奇·沃罗热伊金（俄语：Григорий Алексеевич Ворожейкин，1895年3月4日（16日）—1974年1月30日）是苏联军事将领，苏联空军元帅（1944年）。

## 生平
1895年生于斯摩棱斯克省别列兹尼基村农民家庭（现特维尔州）。俄罗斯族。1915年毕业于普斯科夫学校，参加了第一次世界大战。
1918年参加红军。内战时期历任营长、步兵旅副参谋长和参谋长、步兵团长。战后担任第16步兵师师长。1927年加入联共（布）。1932年被调入苏联空军。1934年毕业于茹科夫斯基空军工程学院。1936年任特种航空兵旅旅长兼政治委员、同年9月任红旗远东特别集团军空军副主任。
1938年5月14日，因被指控“涉嫌参与托洛茨基反苏法西斯军事阴谋”而在远东哈巴罗夫斯克被捕入狱，经历酷刑。1940年4月21日，因案件撤销而无罪释放，并恢复军籍。
出狱后，历任工农红军空军作战训练部第三处处长、列宁格勒军事航空技术进修学校校长。1941年担任伏尔加河沿岸军区空军司令，6月22日苏德战争爆发后，任中央方面军空军司令。1941年8月至1942年，任工农红军空军参谋长。1942年至1946年，任工农红军空军第一副司令。
沃罗热伊金在大卢基战役，以及列宁格勒方面军、沃尔霍夫方面军突破列宁格勒封锁战役中，负责协调航空兵的行动。1943年夏，在库尔斯克会战中指挥航空兵抗击敌军进攻和支援苏军反攻作战。1944年至1945年，苏军大本营驻乌克兰第3、4方面军代表。战斗中表现出优异的组织和指挥才能。1944年8月19日，晋升空军元帅。1946年至1947年，任空军第1集团军司令。
1948年4月11日，因被指控“生产并验收了一批质量低劣的飞机，诽谤苏维埃国家领导人”而被逮捕。1952年4月28日，被最高军事法庭判处八年有期徒刑，同时褫夺元帅军衔及所有荣誉奖励。1953年斯大林去世后被无罪释放，同时恢复了空军元帅军衔及所有荣誉奖励。
1953年至1959年，任空军学院（茹科夫斯基空军工程学院）系主任。1959年因健康原因退役。
1974年1月30日在莫斯科去世。安葬于韦坚斯科耶公墓。
主要荣誉：列宁勋章两枚、红旗勋章四枚、一级苏沃洛夫勋章两枚、二级苏沃洛夫勋章和红星勋章各一枚。奖章多枚。

## 军衔
- 空军少将（1941年7月31日）
- 空军中将（1941年10月29日）
- 空军上将（1943年3月17日）
- 空军元帅（1944年8月19日）[2]